# Stasimopus caffrus
Stasimopus caffrus är en spindelart som först beskrevs av Carl Ludwig Koch 1842.  Stasimopus caffrus ingår i släktet Stasimopus och familjen Ctenizidae. Inga underarter finns listade i Catalogue of Life.